# Efekt przejścia
Efekt przejścia – sposób wizualnego przejścia od jednego slajdu prezentacji do drugiego, mający wyłącznie znaczenie estetyczne, przyciągający uwagę użytkownika. Bez efektów przejścia slajdy prezentacji są zmieniane w zwykły sposób, polegający na prostej podmianie jednego obrazu przez następny. Użycie efektu powoduje, że jeden slajd znika fragmentarycznie z ekranu, a jego miejsce zajmuje kolejny slajd, wypełniający stopniowo opuszczone fragmenty ekranu.
We współczesnych programach prezentacyjnych, jak np. Microsoft PowerPoint, istnieje wiele gotowych efektów przejścia, które można wykorzystywać w slajdach (jednakowe dla wszystkich lub odmienne dla poszczególnych slajdów), regulując np. szybkość zmiany czy towarzyszące im efekty dźwiękowe, jak odgłos migawki aparatu fotograficznego lub tusz werbli.